# Ustavno sodišče SFRJ
Ustavno sodišče SFRJ je sestavljal predsednik in 13 ustavnih sodnikov. Izvolila jih je skupščina SFRJ po ključu : 2 sodnika iz vsake republike + 1 sodnik iz vsake avtonomne pokrajine (skupaj 14). Izvoljeni so bili za dobo 8 let brez možnosti ponovitve mandata.